# Kościół Narodzenia Najświętszej Maryi Panny w Sochaczewie
Kościół Narodzenia Najświętszej Maryi Panny w Sochaczewie – rzymskokatolicki kościół parafialny należący do parafii pod tym samym wezwaniem (dekanat Sochaczew – św. Wawrzyńca diecezji łowickiej). Znajduje się w Sochaczewskiej dzielnicy Trojanów, przy ulicy Jerzego Popiełuszki.
Jest to najstarszy kościół w Sochaczewie. Świątynia jest jednonawowa, murowana, wybudowana z cegły około 1783 roku w stylu późnobarokowym. Jej fundatorem był Adam Lasocki, kasztelan sochaczewski. W czasie I wojny światowej w 1915 roku budowla została zniszczona, odbudowano ją w latach 1916–1919, dzięki staraniom księży i mieszkańców. W latach 1989–1994 kościół został rozbudowany według projektu architekta Mieczysława Gliszczyńskiego. W 1996 roku świątynię konsekrował biskup łowicki Alojzy Orszulik.
Kościół charakteryzuje się trójosiową fasadą zakończoną przerwanym przyczółkiem ze sterczyną w środkowej części. Nakryty jest blaszanym dachem dwuspadowym. W starszej części świątyni są umieszczone trzy ołtarze: Matki Bożej Bolesnej, będący dawnym ołtarzem głównym, Matki Bożej Częstochowskiej i Pana Jezusa (w formie "Jezu, ufam Tobie"). W nowszej części świątyni w ołtarzu głównym jest umieszczona mozaika wykonana przez Żanetę Szydłowską z Mińska na Białorusi, przedstawiająca świętą Annę, trzymającą małą Maryję na rękach i anioła.